# Nothingman (Pearl Jam)
“Nothingman” is een nummer van de Amerikaanse rockband Pearl Jam en afkomstig van het derde album van de band: Vitalogy uit 1994. Net zoals alle andere nummers op het album is de tekst geschreven door zanger Eddie Vedder. De muziek is geschreven door bassist Jeff Ament.
Vedder zei over het nummer: "Nothingman heb ik binnen een uur geschreven. Ik houd van het nummer omdat het spontaan ontstond en de stemming van dat moment vastlegde, in ieder geval voor mij wat de tekst betreft. Elke keer dat ik een nummer, een gedachte, binnen een half uur kan neerzetten geeft het me een goed gevoel". Over de tekst heeft Vedder gezegd: "Het idee is dat als je van iemand houdt, en diegene van jou houdt, je het niet moet verpesten… Want anders houd je minder dan niks over. Ik heb het geschreven voordat ik (in 1994) trouwde. Misschien zit er iets van mijn eigen relatie in, maar ik denk aan iemand anders die zijn relatie verpestte".
Het nummer is in maart 1994 voor het eerst live gespeeld, acht maanden voordat Vitalogy uitkwam. Nothingman bleef echter van de setlist afwezig tot oktober 1996. Sindsdien wordt het nummer regelmatig tijdens concerten gespeeld. Pearl Jam heeft drie nummers met het woord "Man" erin: Better Man, Nothingman en Leatherman. Soms worden de drie nummers achter elkaar gespeeld.
Vedder heeft nooit willen ophelderen of teksten of nummers op het album Vitalogy over Kurt Cobain gaan. Nothingman is voorafgaand aan de dood van Kurt Cobain geschreven, in een periode dat het heel slecht met de Nirvana-zanger ging. Zestien dagen voordat het nummer voor het eerst live te horen was, overleefde Kurt Cobain ternauwernood een overdosis alcohol en medicijnen.
In het nummer Nothingman kan de tekst "some words when spoken...can't be taken back..." als metafoor voor de dood worden gezien. Ook de tekst "...after he's flown away... Oh, into the sun...ah, into the sun..." kan aan (de naderende dood van) Kurt Cobain worden gerelateerd. De tekst "Empty stares...from each corner of a shared prison cell...One just escapes...one's left inside the well..." kan refereren aan de drugsverslaving van de Nirvana-zanger, die hem mogelijk fataal is geworden.
Nothingman was in 2008 te horen in de aflevering "In Utero" van de serie Californication. Het nummer was in 2009 te horen in de "Into the Blue" aflevering van de serie Cold Case.